# Катастрофа Boeing 707 в Монтоке
Катастрофа Boeing 707 в Монтоке — авиационная катастрофа пассажирского самолёта Boeing 707-123 компании American Airlines, произошедшая днём в субботу 28 января 1961 года в районе Монтока к северо-востоку от Нью-Йорка, при этом погибли 6 человек.

## Самолёт
Boeing 707-123 с заводским номером 17629 и серийным 8 был выпущен компанией Boeing в 1958 году и 2 ноября совершил свой первый полёт. Получив бортовой номер N7502A, 23 января 1959 года лайнер за 5 000 000 долларов был продан заказчику — американской авиакомпании American Airlines, где он также получил флотский номер 502 (второй 707-й в авиакомпании) и имя Flagship Oklahoma (рус. Флагман Оклахома). Авиалайнер был оборудован четырьмя турбореактивными двигателями Pratt & Whitney JT3C-6, каждый из которых развивал силу тяги 13 500 фунтов (6120 кг).

## Экипаж
Экипаж самолёта состоял из трёх инструкторов и трёх стажёров:
- Пилоты
  - Ллойд Райнхард (англ. Lloyd Reinhard) — инструктор
  - Роберт Хинмен (англ. Robert Hinman) — инструктор
  - Джон Койн (англ. John Coyne) — стажёр
  - Герберт Дж. Тинг-младший (англ. Herbert J. Thing, Jr.) — стажёр
- Бортинженеры
  - Гарольд Энг (англ. Harold Engh) — инструктор
  - Говард Лорен Стурби (англ. Howard Loren Sturdy) — стажёр

## Катастрофа
В тот день Flagship Oklahoma был задействован для выполнения тренировочного рейса AA-1502 и примерно в 11:00 с 6 членами экипажа на борту вылетел из нью-йоркского аэропорта Айдлуайлд, после чего направился над Лонг-Айлендом к его северо-восточной оконечности. В 11:57 с самолёта было передано последнее сообщение, а спустя 23 минуты (около 12:20) очевидцы увидели, как тяжёлая машина вошла в левый крен, после чего упала в море на удалении 5 миль (8,0 км) к западу от Монтока. При ударе о воду «Боинг» полностью разрушился, а все 6 человек на борту погибли.

## Причины
Как было установлено в ходе расследования, когда авиалайнер упал в воду, его закрылки были выпущены на 30°, то есть находились в посадочном положении. Поэтому есть вероятность, что самолёт вышел из-под контроля в момент, когда один из двигателей отключали для имитации отказа, либо выполнялась проверка какой-нибудь посадочной конфигурации самолёта, раз пришлось настолько выпустить закрылки. Также не исключено, что в момент падения в воду два двигателя уже не работали. Однако никаких существенных улик найти не удалось, в связи с чем следователи пришли к мнению, что не могут точно определить причину катастрофы.

### Комментарии
1. ↑  Здесь и далее по умолчанию указано Североамериканское восточное время (EST)